# Raspberry Pi OS
A Raspberry Pi OS (korábban Raspbian) a Raspberry Pi egyik Unix-szerű operációs rendszere, a Debiannak a Raspberry Pi-re optimalizált változata. Első verziója 2012-ben jelent meg. Legfrissebb főverziója a Debian 12 Bookworm verzióján alapuló, 2023. október 10-én megjelent változat, amely már támogatja a Raspberry Pi 5-öt is.

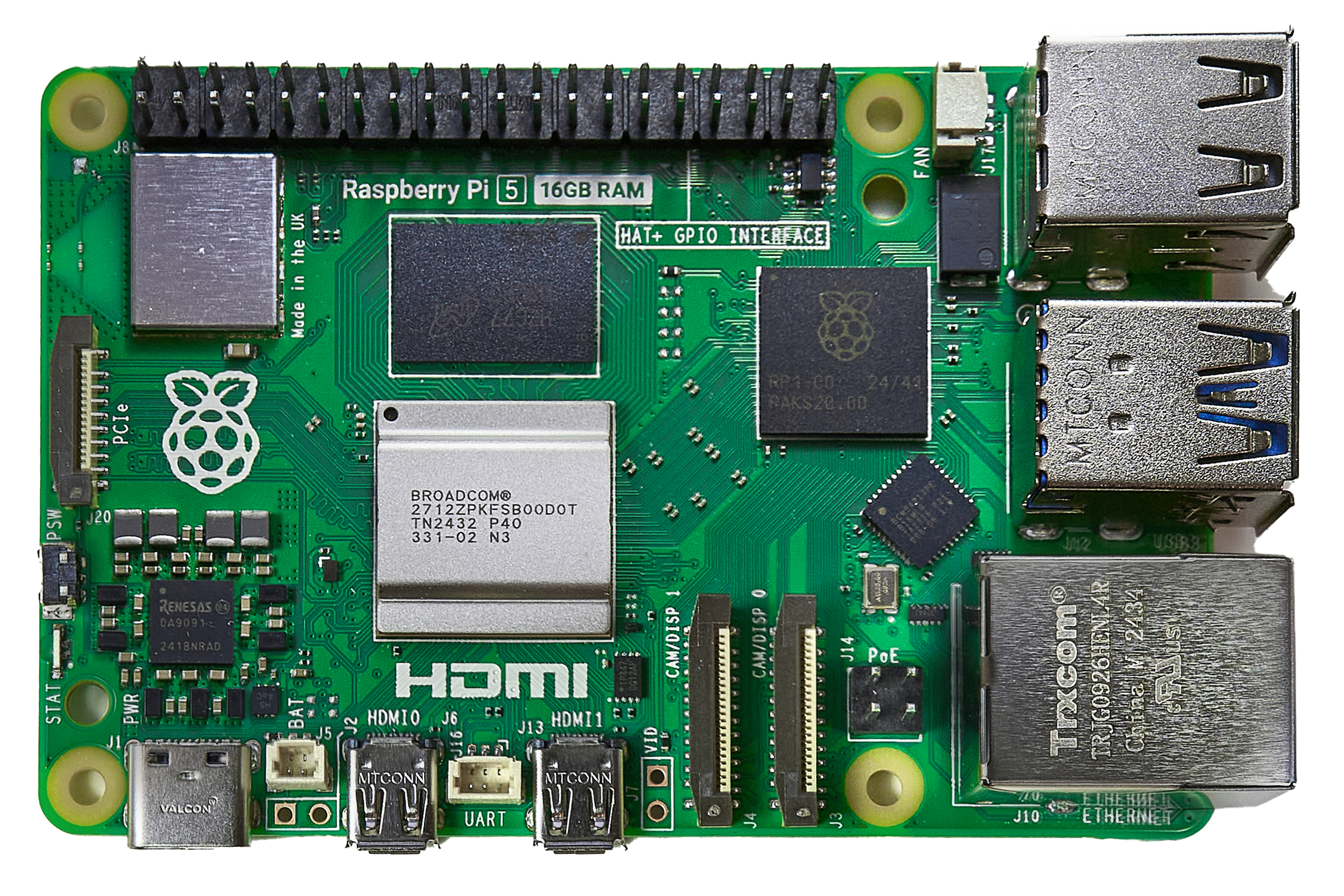
Raspberry Pi 5

## Szükséges hardver
| Raspberry Pi          | külső                                                                    |
| --------------------- | ------------------------------------------------------------------------ |
| HDMI                  | HDMI-bemenetű monitor vagy televízió1                                    |
| USB                   | USB billentyűzet1 USB egér2                                              |
| microSD-kártya olvasó | legalább 4 GB kapacitású microSD-kártya a kártyát írni képes számítógép3 |
| ethernet4             | ethernet router vagy switch ethernet-kábel                               |

A Raspberry Pi alaplapon kívül szükséges egy tápegység, és az állandó használathoz egy ház is ajánlott az alaplapnak.
Ha a munkaállomásunkról és a Raspberry Pi-ról is szeretnénk elérni az internetet, routerre is szükség van, mert az internetszolgáltatók csak különleges szerződésben adnak egynél több IP-címet.
Megjegyzések:
1. Televízió/monitor és USB-billentyűzet csak akkor kell, ha a készüléket munkaállomásként is használni akarjuk, vagy nincs hálózatunk.

2. Az installáláshoz nem kell, csak ha a készüléket munkaállomásként is használni akarjuk.

3. Többféle méretű microSD-kártya van, a Raspberry Pi is kétféle méretű olvasóval kapható. A legkisebb méretű szükséges (microSD), a nagyobb méretű SD-olvasóban adaptert használhatunk.

4. Az installáláshoz nem okvetlenül szükséges, csak a későbbi használathoz.

## Telepítése
A Raspberry Pi OS telepítésének első lépése az operációs rendszer lemezképének felírása a microSD kártyára. Ennek legegyszerűbb módja a Raspberry Pi Imager alkalmazás használata, amely a Raspberry Pi OS oldaláról letölthető. Az alkalmazás Windows, macOS és Ubuntu rendszerekre is rendelkezésre áll, valamint elérhető Raspberry Pi OS alatt is. Utóbbi a sudo apt install rpi-imager paranccsal telepíthető. A Raspberry Pi Imager alkalmazásban ki lehet választani a telepítendő verziót (32 bites, 64 bites verzió, teljes vagy Lite változat), valamint ke kell választani az a meghajtót, amelyre fel szeretnénk íratni a lemezképet.

### Manuális telepítés
A Raspbiant letöltjük egy internet-kapcsolattal rendelkező számítógépen. A letöltött Raspbian zip-pel tömörített diszk-kép, tartalma:
- boot szektor MBR partíciós táblával
- boot partíció FAT32 fájlrendszerrel
- debian partíció ext4 fájlrendszerrel.

A microSD-kártya többi része particionálatlan szabad terület marad a felírás után, melyet az installálás után a Raspbianból használatba vehetünk.
A fentiek azt jelentik, hogy a felíráskor a microSD-kártya korábbi tartalma törlődik, hiszen a partíciós táblát is felülírjuk.
A továbbiakban feltételezzük, hogy linuxban, rootként dolgozunk a munkaállomáson. A dőlt betűvel szedett adatok különbözhetnek az e szócikkbeliektől.
Ha a microSD-kártya mountolva van, lecsatoljuk. A Raspbian felírása microSD-kártyára:
```
unzip -p 
2015-05-05
-Raspbian-wheezy.zip | dd bs=4M of=/dev/
mmcblk0
```

ahol mmcblk0 a teljes microSD-eszköz neve a munkaállomásunkon, 2015-05-05 a Raspbian-változat kiadásának dátuma. A parancs végrehajtási ideje 6–7 perc a munkaállomásunk sebességétől függően.
Így ellenőrizhetjük:
```
fdisk -l /dev/
mmcblk0
```

A wheezy diszk-kép esetén ezt kell kapnunk:
```
Disk /dev/mmcblk0: 29 GiB, 31167873024 bytes, 60874752 sectors
Units: sectors of 1 * 512 = 512 bytes
Sector size (logical/physical): 512 bytes / 512 bytes
I/O size (minimum/optimal): 512 bytes / 512 bytes
Disklabel type: dos
Disk identifier: 0xa6202af7

Device         Boot  Start     End Sectors Size Id Type
/dev/mmcblk0p1        8192  122879  114688  56M  c W95 FAT32 (LBA)
/dev/mmcblk0p2      122880 6399999 6277120   3G 83 Linux

```

A 3 GB-os partíció lesz a Raspbian fő (root) fájlrendszere, az 56 MB-os pedig a /boot könyvtárhoz lesz csatolva.

## Előkonfigurálás
Az alábbi lépéseket végezhetjük még a munkaállomáson, vagy a Raspbian bootolása után. Itt az előbbit tesszük; ezzel megúszhatjuk a HDMI (tévé) és az USB-billentyű használatát, viszont kell az ethernet-csatlakozás.
Felcsatoljuk a microSD-kártya debian-partícióját a munkaállomáson:
```
mount /dev/
mmcblk0p2
 /mnt
df -hT /mnt
```

A második parancs kimenetéből látszik, hogy a fájlrendszer ext4, és van rajta 435M szabad hely:
```
Filesystem     Type  Size  Used Avail Use% Mounted on
/dev/mmcblk0p2 ext4  2.9G  2.3G  435M  85% /mnt

```

Ahhoz, hogy tévé helyett hálózaton keresztül érhessük el a Raspbiant, IP-címet kell neki adni. Ehhez szerkesszük meg a /mnt/etc/network/interfaces fájlt. Az alábbi sort kell megváltoztatni:
```
iface eth0 inet manual
```

erre:
```
iface eth0 inet static
       address 192.168.1.
55

       netmask 255.255.255.0
       network 192.168.1.0
       broadcast 192.168.1.255
       gateway 192.168.1.1
       dns-nameservers 192.168.1.1
```

A legtöbb routergyártó a fenti konfigurációt használja. A 192.168.1.55 címben az 55 helyére a helyi hálózaton belül egyedi, 2–254 közötti számot kell választani. Az utolsó sorban feltételeztük, hogy a routerünk névfeloldást is végez. Ha nem, adjuk meg a 8.8.8.8 vagy 8.8.4.4-es IP-címet.

## Bekapcsolás
A fenti módon előkészített microSD-kártyát lecsatoljuk a munkaállomásról (umount parancs), áttesszük a Raspberry Pi-be, csatlakoztatjuk a hálózati és tápkábelt, és a készülék 20–30 másodperc múlva működőképes. Az ssh utasítással vagy PuTTY-tyal be tudunk jelentkezni a fent beállított IP-címen (az utóbbival windowsos munkaállomásról is):
```
ssh -l pi -X 
192.168.1.55
```

A pi nevű felhasználó jelszava raspberry, amit célszerű az első bejelentkezéskor megváltoztatni a passwd paranccsal. Az -X kapcsolóra akkor van szükség, ha grafikus programokat (például az Epiphany böngészőt) is futtatni szeretnénk a hálózaton keresztül.
A mindenható root felhasználóvá a sudo -s paranccsal válhatunk. root-ként a letöltött Raspbian ssh-konfigurációjában nem lehet jelszóval bejelentkezni, csak kulccsal (miután felmásoltuk Raspberry Pi-re).
A grafikus felület Raspbianban a startx paranccsal indítható el. A grafikus kép a HDMI-kimeneten jelenik meg. Ha csak grafikus programot akarunk futtatni, nincs szükség startx-re és terminálra: a grafikus kép az ssh/putty és a hálózat jóvoltából a munkaállomásunkon jelenik meg.
Az első bejelentkezés után célszerű root-ként lefuttatni a raspi-config programot, ami befejezi a konfigurálást. Az egyik lehetőség a root filerendszer növelése a microSD-kártya méretére. (Egy másik megoldás ugyanerre partíciók és LVM használata, de ezt a raspi-config nem tudja: kézzel kell.)

## Első teendők
Az e fejezetben leírtak minden Debian rendszerben működnek, nemcsak Raspbianban.

### Frissítés
Ha a Raspbian számára elérhető az internet, érdemes azonnal frissíteni a diszk-kép elkészülte óta módosított programokat:
```
apt-get
 
update
apt-get
 
upgrade

```

### Idő
Az időzóna beállítása:
```
dpkg-reconfigure
 
tzdata

```

Az időszerver beállításához szerkesszük meg a /etc/ntp.conf fájlt (pl. a nano programmal). Az ntp-szervereket kommentezzük ki, és írjuk a helyére:
```
server 192.168.1.1 iburst
```

vagy:
```
server time.kfki.hu iburst
```

attól függően, hogy a routerünk tud-e időszerver lenni. Ha nem akarunk IPv6-ot, kommentezzük ki e fájlban a következő (nem egymás utáni) két sort:
```
# restrict -6 default kod notrap nomodify nopeer noquery
# restrict ::1
```

Ezután indítsuk újra az időszervert:
```
service
 
ntp
 
restart

```

Ha minden jól ment, a date parancs a pontos magyar időt mutatja.

## mediawiki installálása
Körülbelül 300M helyre lesz szükségünk a root fájlrendszerben (lásd feljebb). Így ellenőrizhetjük:
```
df
 
-h
 
/

```

A telepítés nagyon egyszerű:
```
apt-get
 
update
apt-get
 
install
 
mediawiki
 
imagemagick

```

Ha korábban frissítettük a Raspbiant, az első utasítást nem kell még egyszer kiadni. Az így telepített mediawiki verziója e szócikk írásakor 1.19.20 wheezy-ben és jessie-ben egyaránt.
A konfiguráláshoz meg kell szerkeszteni a /etc/apache2/sites-enabled/000-default fájlt (rootként, pl. a nano szövegszerkesztővel). A
```
DocumentRoot /var/www
```

sor után be kell szúrni még egy sort:
```
Alias /
wiki
/ /var/lib/mediawiki/
```

majd mentés és kilépés után újraolvastatni az apache-val:
```
service
 
apache2
 
reload

```

Ezután a munkaállomásról böngészőből elérjük a mediawiki telepítő lapját: http://192.168.1.55/wiki/index.php. 192.168.1.55 a Raspberry Pi IP-címe, wiki az előbb az Alias sorba írt név.